# Parc éolien de Humber Gateway
Le parc éolien de Humber Gateway  est une ferme éolienne en mer située à 8 km de Spurn Point, au large de la côte du Yorkshire de l'Est en mer du Nord en Angleterre. Le parc se situe dans des eaux d'une profondeur d'environ 15 mètres et s'étend sur une surface d'environ 25 kilomètres carrés. L'exploitation commerciale du parc a débuté en juin 2015.
Le développement du parc a été pris en charge par Humber Wind Limited, une filiale de E.ON UK. La ferme est composée de 73 éoliennes de 3 MW. Le câble la reliant au réseau national est connecté à Salt End, à la périphérie est de Kingston-upon-Hull.

## Historique
En 2003 EON a remis une offre au Crown Estate afin de développer un parc éolien dans la Greater Wash Strategic Area ; une candidature a ensuite été soumise en 2008 pour un parc de 300 MW d'un montant de 700 millions de £. Des candidatures supplémentaires pour la sous-station terrestre et le câble terrestre ont été remises en 2008-2009 et approuvées en 2010,.
Le site était localisé 8 km à l'est d'Easington, sur une surface de 35 km2, avec une profondeur d'eau d'environ 15 m, et environ 15 km au nord-est de Donna Nook sur la côte du Lincolnshire. Les câbles devaient rejoindre la côte au niveau de Easington et rejoindre le réseau national grâce à 30 km de câbles enterrés près de Salt End. La planification initiale prévoyait une ferme de 300 MW avec de 42 à 83 machines. Le parc a une durée de vie estimée à 40 ans selon le bail accordé par le Crown Estate avec un remplacement possible des aérogénérateurs après 20–25 ans.
Début 2011 le gouvernement a approuvé le projet, avec une capacité installée de 230 MW (77 éoliennes),. En décembre 2011, EON a finalement publié des plans de construction avec 73 éoliennes Vestas V112 de 3 mégawatts, pour une capacité totale de 219 MW, avec une date de fin de chantier prévue pour le printemps 2015.

### Contrats, conception et construction
En 2012 CG (Avantha) est désigné pour la conception et l'installation des sous-stations marines et à terre du projet. Les contrats pour la construction des fondations monopiles sont attribués début 2013 à TAG Energy Solutions (seize fondations), les piles restantes étant attribuées à Sif,. ABB est chargé de la livraison des câbles de 132 kV reliant la ferme à la terre, alors que les câbles reliant les éoliennes entre elles sont pris en charge par General Cable.
En mars 2013, Harland and Wolff est désigné pour la construction des fondations et des piles pour la sous-station.
La première fondation pour éolienne est installée en septembre 2013. En décembre 2013, deux sous-stations de 600 tonnes sont livrées au Port de Sunderland pour installation sur le site.
En janvier 2014, la pose du câble sous-marin reliant la sous-station en mer est achevée. La première éolienne est installée mi-2014,. L'installation de la sous-station en mer se termine fin 2014. Début 2015, le parc produit ses premiers kWh, avec 58 générateurs installés et devient complètement opérationnel en juin 2015.
La ferme a été mise en service en juin 2015.

### Centre d'opérations de Grimsby
Mi-2012 EON a déposé une candidature pour la construction d'un centre d'opération dans le port de Grimsby, notamment chargé de la maintenance du parc éolien de Humber Gateway,. Le centre a été inauguré le 1er août 2014

### Sources
- Humber Gateway project timeline, EON
- Humber Gateway Offshore Wind Farm - Non-Technical Summary of the Offshore Environmental Statement and Onshore Cable Route Environmental Statement [PDF], EON UK
- Onshore route and offshore site map [PDF], EON, consulté le 31 janvier 2014